# Nusa Agung
Nusa Agung is een bestuurslaag in het regentschap Ogan Komering Ulu van de provincie Zuid-Sumatra, Indonesië. Nusa Agung telt 1010 inwoners (volkstelling 2010).